# Acanthodelta medioalba
Acanthodelta medioalba là một loài bướm đêm trong họ Noctuidae.